# 狭叶阴香
狭叶阴香（学名：[Cinnamomum burmanni f. heyneanum] 错误：{{Lang}}：文本有斜体标记（帮助））为樟科肉桂属阴香下的一个变型。